# Everything Changes (album de Take That)
Pour les articles homonymes, voir Everything Changes.
Albums de Take That
Take That & Party
(1992) Nobody Else
(1995)
Singles
1. Why Can't I Wake Up with You
Sortie : 20 février 1993
2. Pray
Sortie : 5 juillet 1993
3. Relight My Fire
Sortie : 3 octobre 1993
4. Babe
Sortie : 13 décembre 1993
5. Everything Changes
Sortie : 28 mars 1994
6. Love Ain't Here Anymore
Sortie : 17 mai 1994

Everything Changes est le deuxième album studio du boys band anglais Take That. Il est sorti (au Royaume-Uni) le 11 octobre 1993. 
L'album a débuté à la 1re place du hit-parade britannique (pour la semaine du 17 au 23 octobre 1993) et plus tard, en janvier 1995, retourné à la 1re place pour une semaine de plus.

## Liste des pistes
| No  | Titre                        | Auteur                                                | Producteur(s)                               | Durée |
| --- | ---------------------------- | ----------------------------------------------------- | ------------------------------------------- | ----- |
| 1.  | Everything Changes           | Gary Barlow, Michael Ward, Eliot Kennedy, Cary Baylis | Ward, Kennedy                               | 3:34  |
| 2.  | Pray                         | Barlow                                                | Steve Jervier, Paul Jervier, Jonathan Wales | 3:45  |
| 3.  | Wasting My Time              | Barlow                                                | Ward, Kennedy                               | 3:45  |
| 4.  | Relight My Fire              | Dan Hartman                                           | Joey Negro, Andrew Livingstone              | 4:11  |
| 5.  | Love Ain't Here Anymore      | Barlow                                                | S. Jervier, P. Jervier, Wales               | 3:49  |
| 6.  | If This Is Love              | Howard Donald, Dave James                             | James                                       | 3:56  |
| 7.  | Whatever You Do to Me        | Barlow                                                | Ward, Kennedy                               | 3:44  |
| 8.  | Meaning of Love              | Barlow                                                | Negro, Livingstone                          | 3:46  |
| 9.  | Why Can't I Wake Up with You | Barlow                                                | S. Jervier, P. Jervier, Wales               | 3:37  |
| 10. | You Are the One              | Barlow                                                | The Rapino Brothers                         | 3:47  |
| 11. | Another Crack in My Heart    | Barlow                                                | The Rapino Brothers                         | 3:46  |
| 12. | Broken Your Heart            | Barlow                                                | Nigel Wright                                | 3:46  |
| 13. | Babe                         | Barlow                                                | S. Jervier, P. Jervier, Wales               | 4:51  |

| 14. | All I Want Is You ('Robbie Sings' Version) | Barlow | 3:21 |